# Richard Eschke

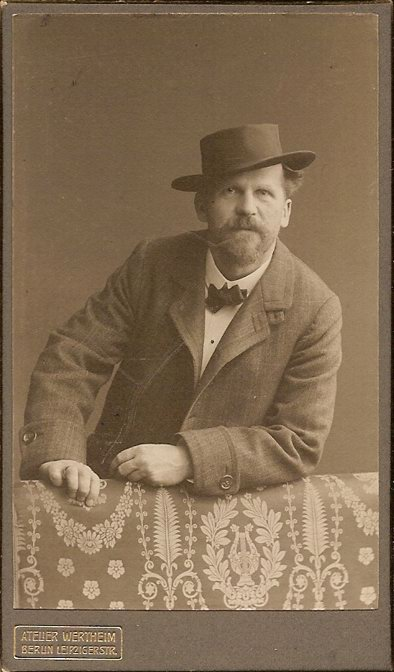
Richard Eschke, Aufnahme ca. 1910–1920

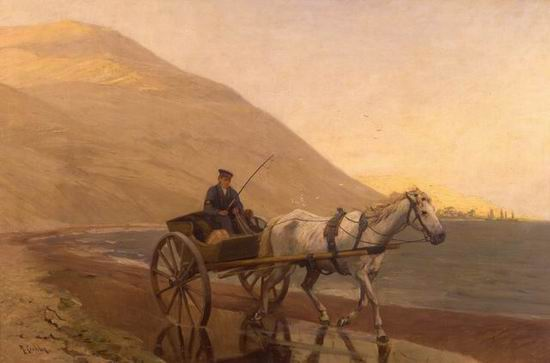
Karriol-Post von Nidden

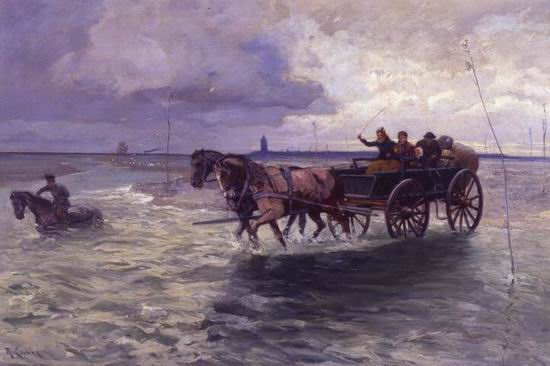
Die Wattenpost zwischen Duhnen und der Insel Neuwerk um 1905

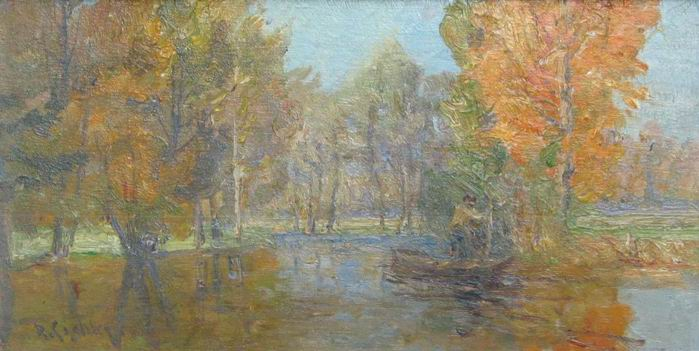
Spreewald

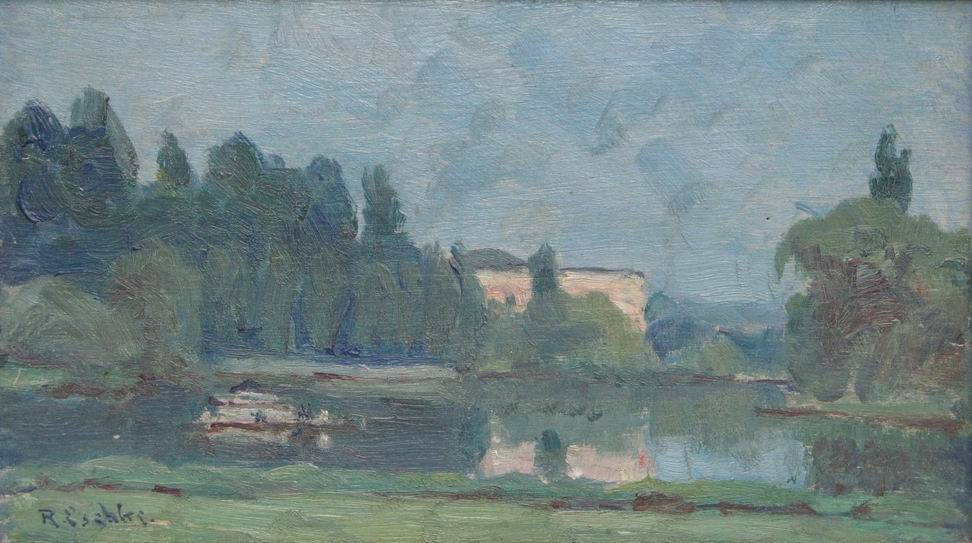
Wannsee mit Blick auf Belvedere

Richard Hermann Eschke (* 1. September 1859 in Berlin; † 1. März 1944 in Jüterbog) war ein deutscher Marine- und Landschaftsmaler.

## Leben
Richard Eschke war bis 1881 ein Schüler seines Vaters Hermann Eschke und studierte parallel dazu 1878/1879 an der Berliner Akademie. Danach setzte er seine Studien 1882/1883 in der Landschaftsklasse bei Joseph Wenglein an der ABK München und bei Friedrich Kallmorgen in Karlsruhe fort.
Eschke lebte mehrere Jahre in England, wo er Studien zu einer Vielzahl von Gemälden machte. 1886 aus London zurückgekehrt, malte er zusammen mit seinem Vater zwei Dioramen, die Fresken „Kaiserpanorama zu Berlin: Die deutsche Flottendemonstration vor Sansibar“, und das Diorama „Besitzergreifung vor Neuguinea“.
Richard Eschke nahm 1889 an der Plankton-Expedition teil und malte anschließend im Auftrag des preußischen Staates den Expeditionsdampfer National für die Universität Kiel. 1898/1899 studierte er an der Académie Colarossi in Paris.
Richard Eschke wurde die kleine goldene Medaille der Berliner Kunstausstellung zuerkannt.
Eschke übernahm zunächst vollständig die künstlerischen Auffassung und Technik seines Vaters, fand dann aber zu einer größeren Einfachheit. Zu dieser Zeit stellte er unter anderem Motive von der Insel Jersey dar. Später thematisierte er bevorzugt das Landleben. Er wandte sich der Freilichtmalerei zu, welche sich insbesondere nach seinem Paris-Aufenthalt in seinen Werken niederschlug. Oft arbeitete er zusammen mit seinem Vater auf dem Darß. Ab 1903 finden sich gehäuft Motive aus dem Spreewald.
In der Zeit des Nationalsozialismus war Eschke Mitglied der Reichskammer der bildenden Künste. Für diese Zeit ist seine Teilnahme an 14 großen Ausstellungen sicher belegt.
Eschkes Bruder war der Maler Oscar Eschke.

## Auswahl von Gemälden von Richard Eschke
- „Eintritt der Flut an der Küste am Pik von Lynmouth“ (1882)
- „Ebbe auf der Insel Jersey“ (1884)
- „Im Manöver mit Torpedobooten“
- „Marine“ (Abdruck in Hansen, Deutsche Marinemaler, S. 177)
- „Sturm im Golfstrom“ (Danzig, Museum)
- „Stürmische Mondnacht im Kattegatt“ (1893)
- „Kartoffelernte“ (1898)
- „Bauerngarten“ (1901)
- „Karriol-Post von Nidden“ (Besitz Postmuseum Berlin)
- „Die Wattenpost zwischen Duhnen und der Insel Neuwerk um 1905“ (Besitz Postmuseum Berlin)
- „Späte Heimkehr“ (1905, Öl auf Leinwand, 92 × 134 cm, Nationalgalerie Berlin)
- „Alte Apfelbäume“ (1910, Öl auf Leinwand, 71,8 × 95 cm, Nationalgalerie Berlin)[3]